# Wiktoryn Mańkowski
Wiktoryn Mańkowski (ur. 4 lipca 1857, zm. 28 grudnia 1928 we Lwowie) – polski prawnik, adwokat, sędzia, kodyfikator prawa.

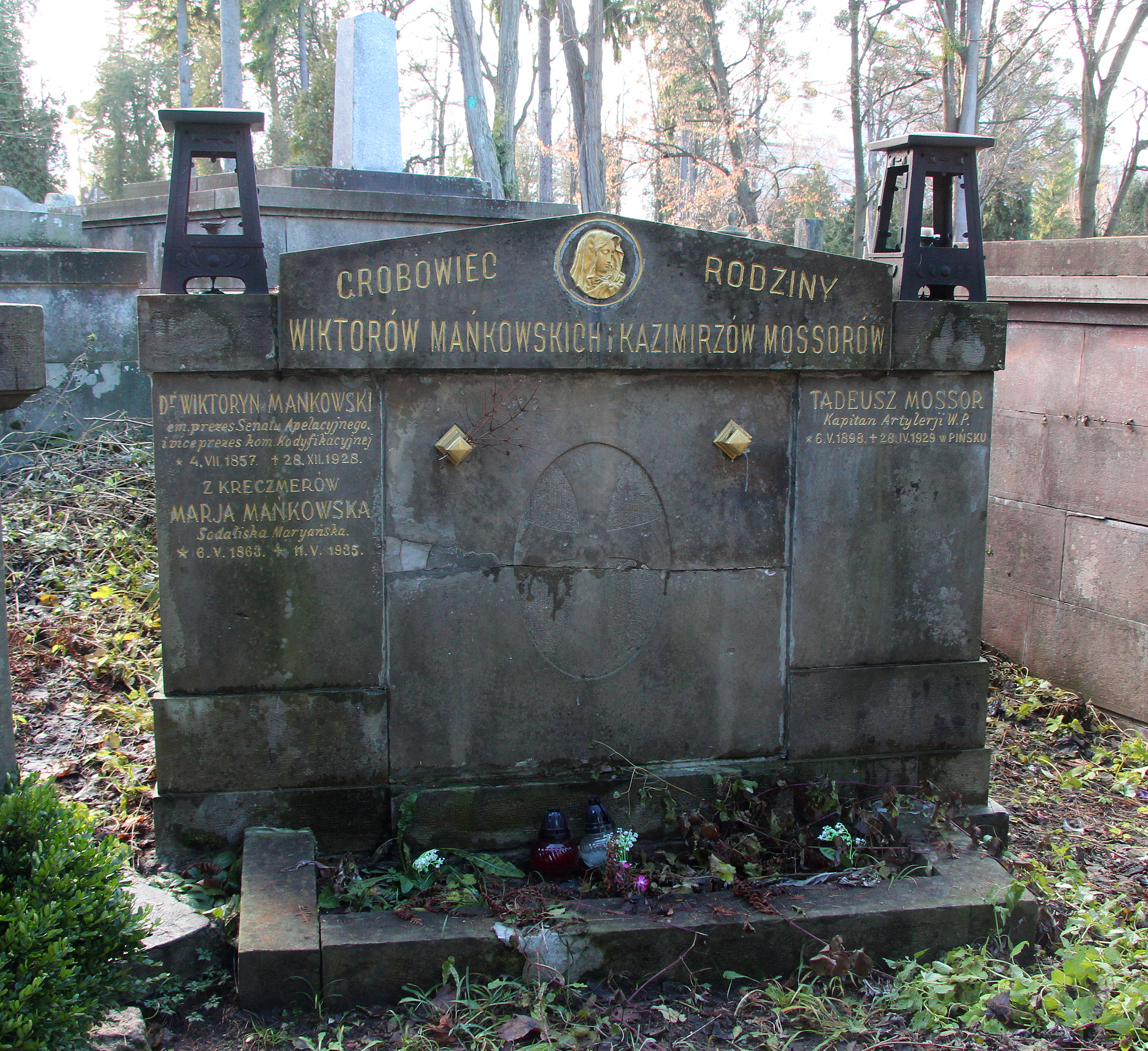
Grobowiec Wiktoryna Mańkowskiego

## Życiorys
Ukończył studia prawnicze na Wydziale Prawa Uniwersytetu Jagiellońskiego. Początkowo był adwokatem. Wstąpił do służby państwowej Austro-Węgier w ramach zaboru austriackiego i autonomii galicyjskiej. Około 1881/1882 jako praktykant sądowy C. K. Wyższego Sądu Krajowego we Lwowie był przydzielony do Złoczowa. W kolejnych latach publikował m.in. w „Przeglądzie Sądowym i Administracyjnym”. Poświęcił się karierze w adwokaturze. Jako prawnik ze stopniem doktora praw z dniem 22 października 1887 został wpisany na listę adwokatów z siedzibą w Rohatynie. Od około 1888 był adwokatem przy C. K. Sądzie Powiatowym w Rohatynie w okręgu C. K. Sądu Obwodowego w Brzeżanach.
Następnie przeszedł do zawodu sędziowskiego i od około 1899 do około 1908 był radcą sądu krajowego w C. K. Sądzie Obwodowym w Kołomyi. Równolegle od około 1900 do około 1907 pełnił funkcję asesora w C. K. Sądzie Powiatowym dla Spraw Dochodów Skarbowych w Kołomyi. Od 1908 do 1911 sprawował stanowisko prezydenta C. K. Sądu Obwodowego w Sanoku. Sprawując urząd był mianowany przewodniczącym sądu przysięgłych przy C. K. Sądzie Obwodowym w Sanoku w 1908, 1909. Był członkiem sanockiego gniazda Polskiego Towarzystwa Gimnastycznego „Sokół”. W styczniu 1911 został mianowany radcą wyższego sądu krajowego we Lwowie. W związku z tym po trzech latach pracy w Sanoku odszedł ze służby w tym mieście, 29 kwietnia 1911 odbyło się jego uroczyste pożegnanie, a na pamiątkę radca Mańkowski otrzymał album okolicznościowy z akwarelami autorstwa ucznia VII klasy sanockiego gimnazjum, Franciszka Prochaski, przedstawiającymi miniaturki sądów okręgowych.
Od 1911 w charakterze radcy wyższego sądu krajowego pracował w C. K. Wyższym Sądzie Krajowym we Lwowie, od sierpnia 1914 z tytułem radcy dworu, a u kresu I wojny światowej w styczniu 1918 został mianowany na stanowisko wiceprezydenta tegoż sądu (prezydentem był Adolf Czerwiński). Jednocześnie z grona sędziów był członkiem C. K. Krajowej Komisji Agrarnej we Lwowie (do 1918), a ponadto członkiem C. K. Krajowej Komisji Apelacyjnej dla Wymiaru Krajowych Opłat Szynkowych (co najmniej do 1914). Już podczas pracy w C. K. Wyższym Sądzie Krajowym odznaczał się zdolnościami kodyfikatorskimi.
Po odzyskaniu przez Polskę niepodległości wstąpił do służby sądowniczej II Rzeczypospolitej. Pełnił funkcję radcy, prezesa senatu i wiceprezesa Sądu Apelacyjnego w Poznaniu. 22 sierpnia 1919 został mianowany przez Naczelnika Państwa członkiem Komisji Kodyfikacyjnej. Pełnił funkcję wiceprezydenta tego gremium. Potem był wiceprezesem KK, a po śmierci pierwszego prezydenta KK Franciszka Fiericha we wrześniu 1928, objął przewodnictwo Komisji. Pracował wtedy nad projektem procedury cywilnej oraz ustawy o ustroju adwokatury. We wcześniejszej pracy w KK udzielał się w zakresie projektowania prawa egzekucyjnego, prawa małżeńskiego, ordynacji adwokackiej. Opracował też dział o wyrzeczeniach sądowych w procesie cywilnym W całej swojej karierze prawniczej specjalizował się generalnie w prawie cywilnym. Do końca życia był członkiem Polskiego Towarzystwa Prawniczego we Lwowie.
W życiu prywatnym przejawiał zainteresowania historią poezją i sztuką. Był żonaty z Marią z domu Kreczmer (1863-1935). Zmarł 28 grudnia 1928 we Lwowie. Został pochowany na Cmentarzu Łyczakowskim we Lwowie. W jego grobowcu został pochowany także kpt. Tadeusz Mossor.

## Publikacje
- Czy może powód, który w zaoczność popadł, warunkowo odstąpić od wniesionego pozwu (Przegląd Sądowy i Administracyjny 1882, t. VII)[43]
- O otwarciu upadłości do majątku stowarzyszeń zarobkowych i gospodarczych na żądanie wierzycieli (Przegląd Sądowy i Administracyjny 1895, t. X)[43]

## Ordery i odznaczenia
- Krzyż Komandorski Orderu Odrodzenia Polski (2 maja 1922)[44][6][45]

austro-węgierskie
- Krzyż Kawalerski Orderu Leopolda (1917)[46][31]
- Medal Jubileuszowy Pamiątkowy dla Cywilnych Funkcjonariuszów Państwowych (przed 1912)[23][31]
- Krzyż Jubileuszowy dla Cywilnych Funkcjonariuszów Państwowych (przed 1912)[23][31]